# Trachys robustus
Trachys robustus es una especie de escarabajo del género Trachys, familia Buprestidae. Fue descrita científicamente por Saunders en 1873.
Se distribuye por Japón (prefectura de Ibaraki). Mide 4,9 milímetros de longitud.